# Iso-Myhkyri (ö i Kajanaland)
Iso-Myhkyri är en ö i Finland. Den ligger i sjön Kivijärvi och i kommunen Kajana i den ekonomiska regionen  Kajana ekonomiska region  och landskapet Kajanaland, i den centrala delen av landet, 400 km norr om huvudstaden Helsingfors. Öns area är 3,2 hektar och dess största längd är 250 meter i sydöst-nordvästlig riktning.